# Ubušín

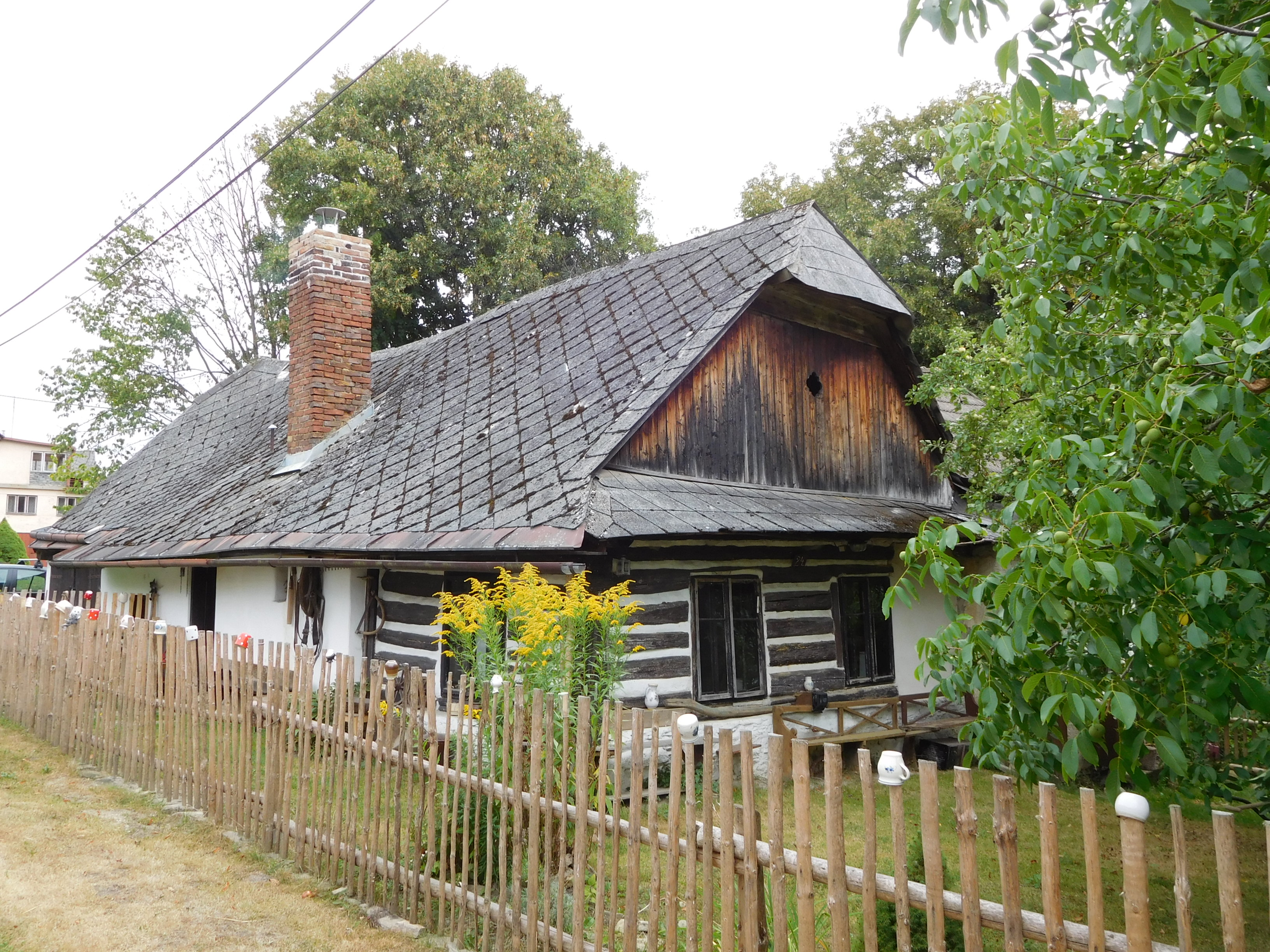
Dům č.p. 24

Ubušín (německy Groß Ubuschin) je vesnice, část městyse Jimramov v okrese Žďár nad Sázavou. Nachází se asi 3,5 km na jihovýchod od Jimramova. Prochází zde silnice II/375. V roce 2009 zde bylo evidováno 60 adres. V roce 2001 zde trvale žilo 95 obyvatel.
Ubušín je také název katastrálního území o rozloze 5,17 km2.

## Název
Jmeno vsi (nejstarší doklady mají střídavě Ubyšín a Ubušín) bylo odvozeno od osobního jména, které znělo buď Ubyša nebo Ubuša, což byly domácké podoby některého složeného jména obsahujícího Uby- (například Ubyčest, Ubyslav). Jeho význam tedy byl "Ubyšův/Ubušův majetek". Na rozlišení od sousedního Ubušínku mu byl dán přívlastek Velký (latinsky Maior, německy Groß).

## Pamětihodnosti
- dům čp. 1
- dům čp. 4
- dům čp. 17
- dům čp. 27
- dům čp. 22

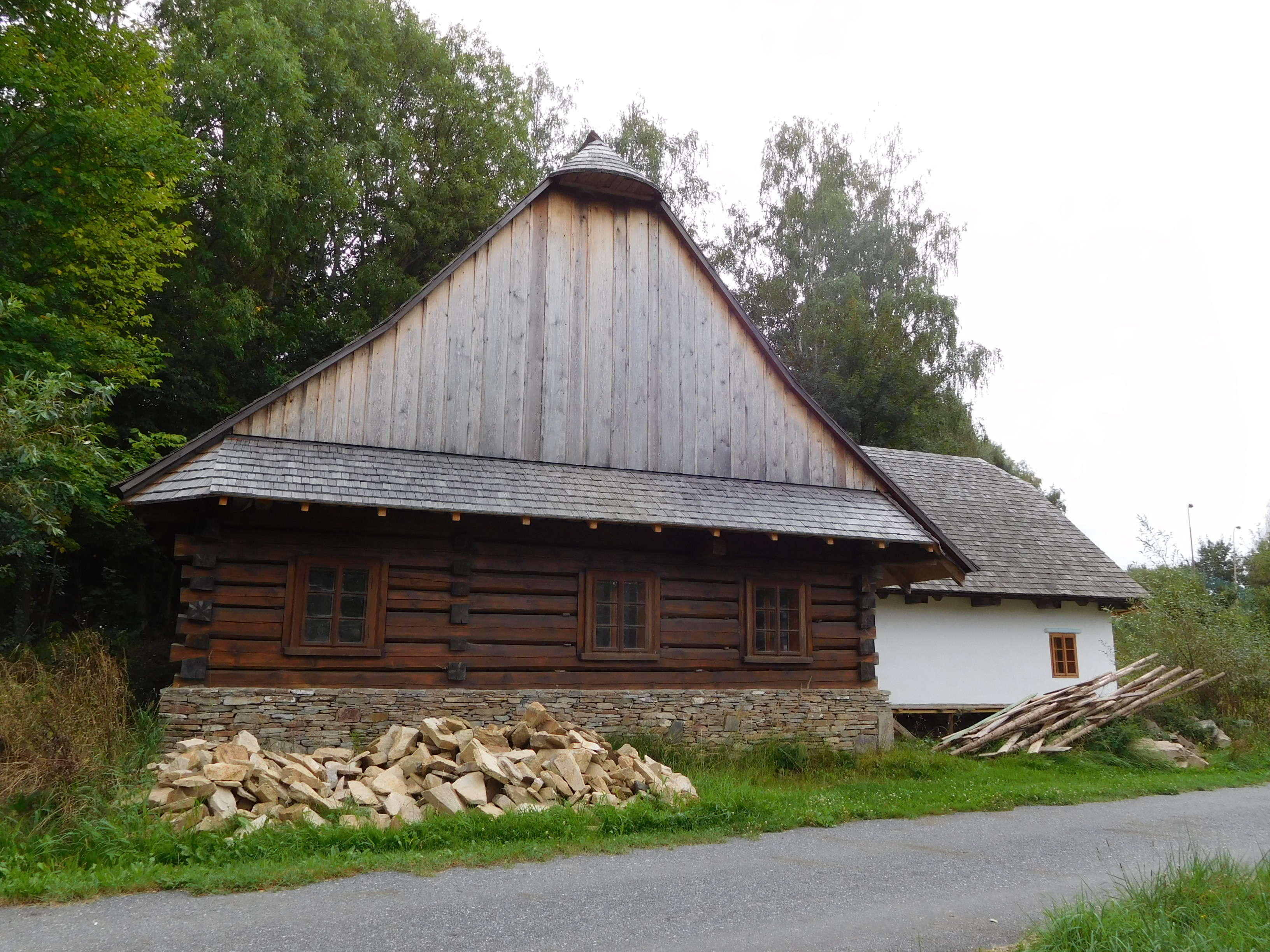
Dům č.p. 1
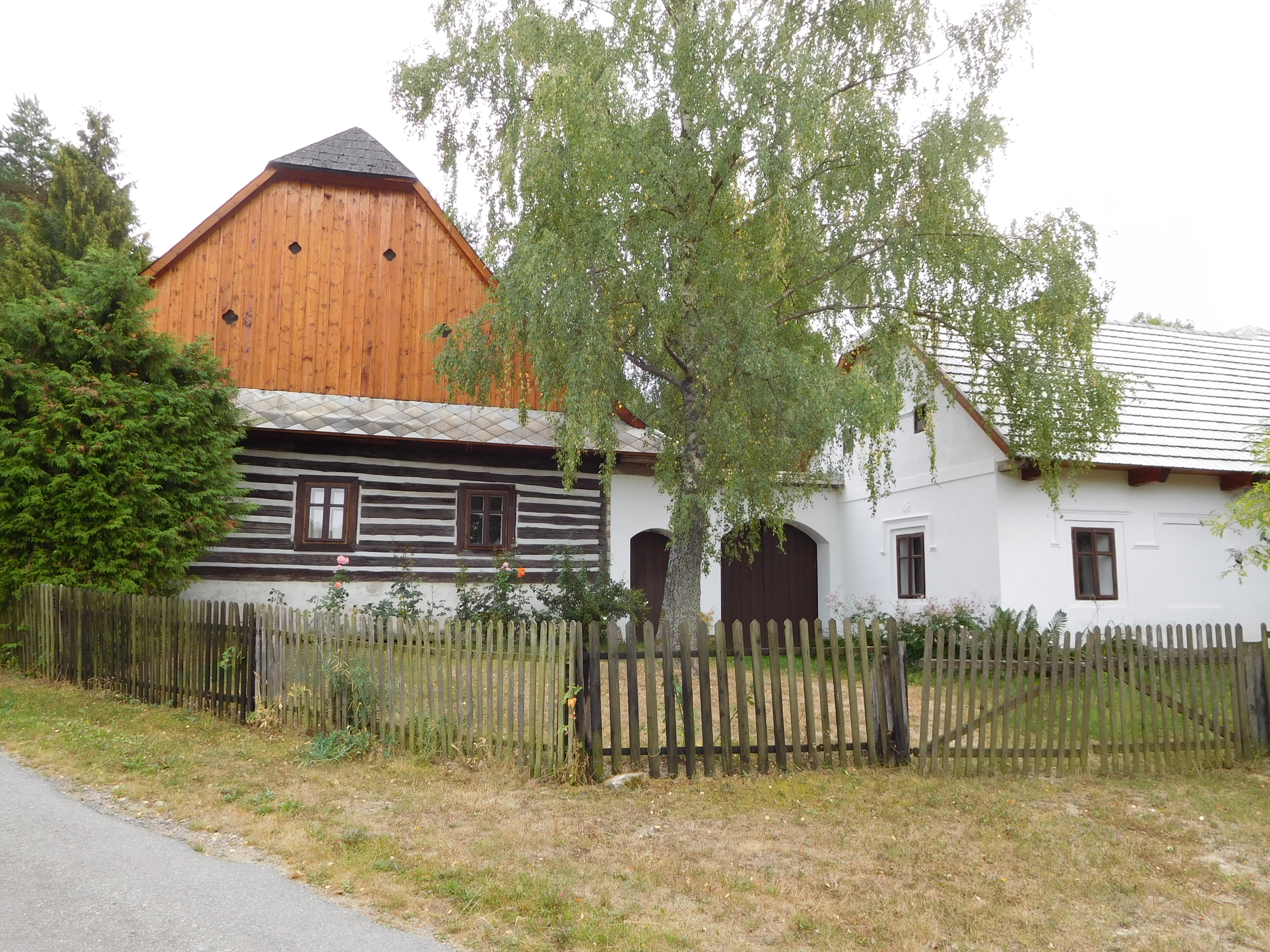
Usedlost č.p. 4
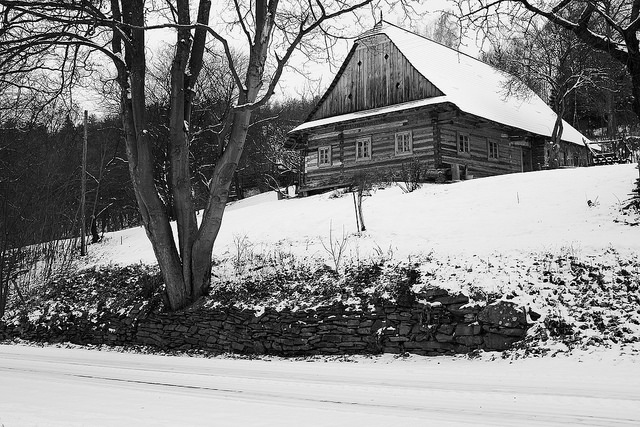
Statek č.p. 17
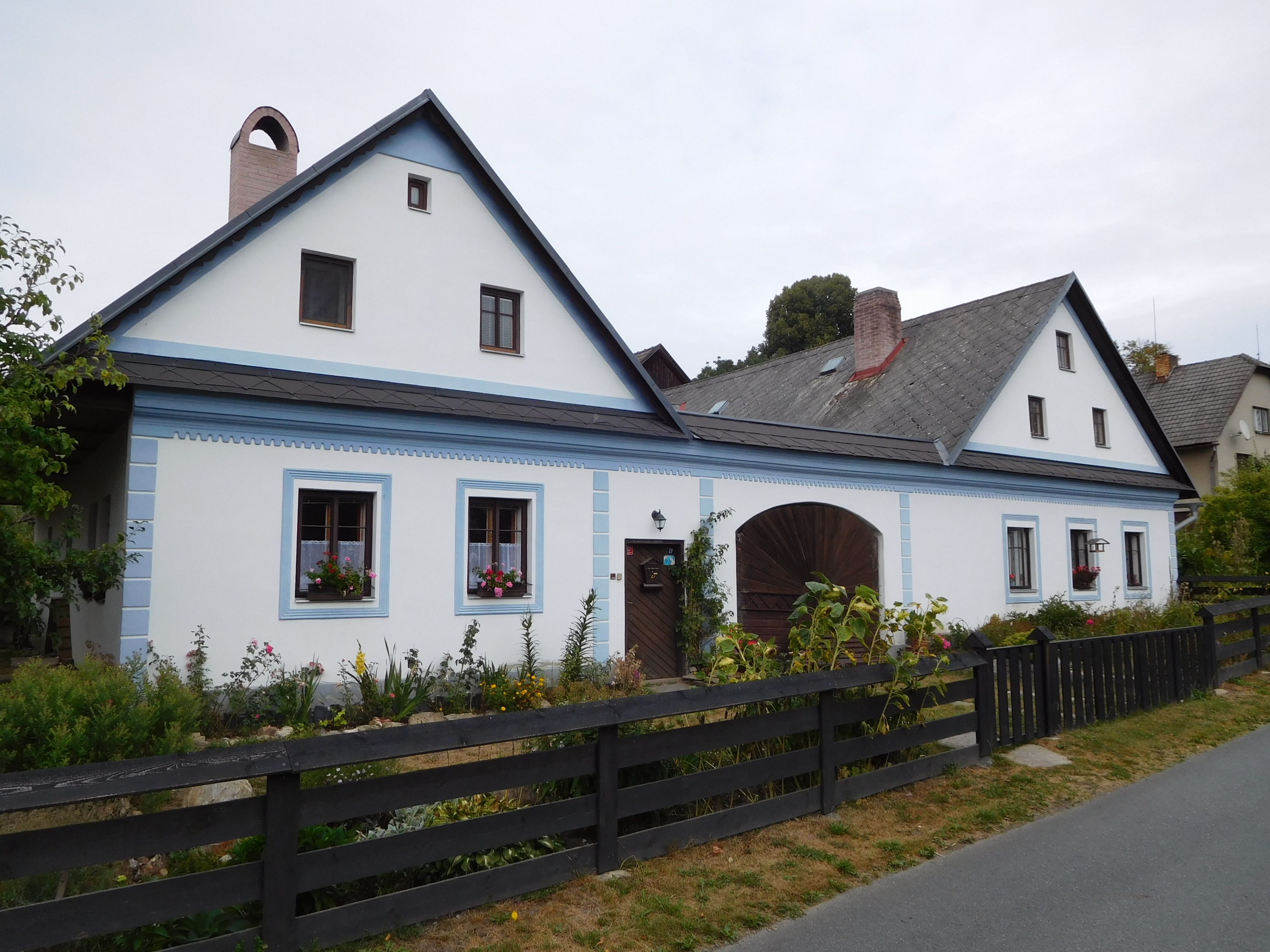
Usedlost č.p. 27

## Rodáci
- plk. Adolf Matějů (1893–1942), odbojář
- Prof. Ing. Dr. Josef Vaverka, DrSc. (1893–1975), profesor železničního stavitelství
- Čeněk Dobiáš (1919–1980), malíř